# 24-Stunden-Rennen von Daytona 1975

Skizze des Daytona International Speedway, das Rennen wurde auf dem kombinierten Oval- und Straßenkurs ausgetragen

Das achte 24-Stunden-Rennen von Daytona, auch 14th Annual 24 Hour of Daytona, Championship of Makes, Daytona International Speedway, fand am 1. und 2. Februar 1975 auf dem Daytona International Speedway statt und war der erste Wertungslauf zur IMSA-GT-Meisterschaft und der Sportwagen-Weltmeisterschaft dieses Jahres.

## Das Rennen
Für den ersten Sportwagen-Weltmeisterschaftslauf der Saison gingen 60 Meldungen beim Veranstalter ein. Schlussendlich nahmen am Nachmittag des 1. Februar 51 Rennwagen der Klassen IMSA GTO, IMSA GTU, und Grand Touring (Gruppe 4) das Rennen auf. Von der Pole-Position ging John Greenwood ins Rennen. Der US-Amerikaner erzielte im Training auf seiner Chevrolet Corvette eine Zeit von 1:55,223 Minuten auf seiner schnellsten Runde.
Nach 24 Stunden Rennzeit wurden die US-Rennfahrer Peter Gregg und Hurley Haywood als Sieger abgewunken.

## Ergebnisse

### Schlussklassement
| 1               | GTO      | 59  | Brumos Porsche               | Peter Gregg Hurley Haywood                               | Porsche 911 Carrera RSR        | 684 |
| 2               | GTO      | 11  | Toad Hall                    | Michael Keyser Billy Sprowls Andres Contreras            | Porsche 911 Carrera RSR        | 669 |
| 3               | GTO      | 23  | Armor All                    | Charlie Kemp Carson Baird                                | Porsche 911 Carrera RSR        | 668 |
| 4               | GTO      | 30  | George Dyer                  | Jacques Bienvenue George Dyer                            | Porsche 911 Carrera RSR        | 665 |
| 5               | GTO      | 4   | Bill Webbe                   | Bill Webbe George Dickinson Harry Theodoracopulos        | Porsche 911 Carrera RSR        | 623 |
| 6               | GTO      | 43  | Escar                        | John O’Steen Dave Helmick John Graves                    | Porsche 911 Carrera RSR        | 619 |
| 7               | Gruppe 4 | 71  | North American Racing Team   | Jon Woodner Fred Phillips                                | Ferrari 365 GTB/4 Competizione | 613 |
| 8               | GTO      | 14  | Porsche-Audi USA             | Al Holbert Elliott Forbes-Robinson                       | Porsche 911 Carrera RSR        | 607 |
| 9               | GTO      | 5   | Héctor Rebaque               | Guillermo Rojas Héctor Rebaque Fred van Beuren, Jr.      | Porsche 911 Carrera RSR        | 592 |
| 10              | GTU      | 60  | Rusty Bond                   | Rusty Bond George Rollin John Belperche                  | Porsche 911 S                  | 567 |
| 11              | GTO      | 92  | Oest/Tillson                 | Mike Tillson Dieter Oest                                 | Porsche 911 Carrera RSR        | 566 |
| 12              | GTO      | 13  | Randolph Townsend            | Randolph Townsend John Thomas Peter Papke                | Porsche 911 Carrera RSR        | 562 |
| 13              | GTU      | 34  | George Drolsom               | George Drolsom Bob Nagel                                 | Porsche 911 S                  | 558 |
| 14              | GTU      | 90  | Ray Walle                    | Ray Walle Tom Reddy                                      | Mazda RX-3                     | 557 |
| 15              | GTO      | 67  | David McClain                | David McClain Dave White                                 | Porsche 911 Carrera RSR        | 546 |
| 16              | GTU      | 44  | Delta Racing                 | John Freyre Albert Naon Tony Garcia                      | Porsche 911 S                  | 542 |
| 17              | GTO      | 7   | Levi’s Team Highball         | Amos Johnson Steve Coleman Dennis Shaw                   | AMC Gremlin                    | 538 |
| 18              | GTU      | 85  | John E. Hulen                | John Hulen Ron Coupland Nick Engels                      | Porsche 914/6                  | 528 |
| 19              | GTO      | 18  | Jerry Thompson               | Jerry Thompson Andrew Bach Don Yenko                     | Chevrolet Corvette             | 517 |
| 20              | GTO      | 32  | Roaring Moose                | Dave Mroz Richard Mroz                                   | Ford Mustang                   | 497 |
| 21              | GTO      | 73  | Bill Arnold                  | Bill Arnold Bob Biernerth                                | Chevrolet Corvette             | 450 |
| 22              | GTO      | 26  | Al Cosentino                 | Mike Williamson Al Cosentino Charles Gano                | Chevrolet Camaro               | 441 |
| 23              | GTU      | 45  | Delta Racing                 | Armando Ramirez Camilo Mutiz Juan Montalvo Mandy Alvarez | Porsche 911 S                  | 435 |
| 24              | GTU      | 12  | Precision Performance        | Richard Hughes Robert Whitaker Fred Geisel               | Datsun 510                     | 435 |
| 25              | GTO      | 41  | Herb Jones                   | Herb Jones Phil Currin Steve Faul                        | Chevrolet Camaro               | 427 |
| 26              | GTU      | 29  | Bruce Mabrito                | Bruce Mabrito Jack Steel                                 | Datsun 240Z                    | 420 |
| 27              | GTO      | 95  | Héctor Rebaque               | Ramon de Izaurieta Sergio Tabe Fidel Martinez            | Porsche 911 Carrera RSR        | 407 |
| 28              | GTO      | 0   | North American Racing Team   | Milt Minter Claude Ballot-Léna Giancarlo Gagliardi       | Ferrari 365 GTB/4 Competizione | 392 |
| 29              | GTO      | 98  | James W. Persinger           | James Alspaugh Gene Persinger                            | Chevrolet Camaro               | 392 |
| 30              | GTO      | 88  | Carter Racing Services       | Maurice Carter Gene Felton                               | Chevrolet Camaro               | 346 |
| 31              | GTO      | 27  | Jon Ward                     | Jon Ward Phil Henny Dave Barnett                         | Chevrolet Camaro               | 303 |
| 32              | GTU      | 46  | Spencer Buzbee               | Spencer Buzbee Craig Ross William Frates                 | Datsun 240Z                    | 275 |
| 33              | GTO      | 24  | BMW of America               | Sam Posey Hans-Joachim Stuck                             | BMW 3.0 CSL                    | 274 |
| 34              | GTO      | 64  | Russ Boykin                  | C. C. Canada Guido Levetto Russ Boykin                   | Chevrolet Camaro               | 255 |
| 35              | GTO      | 56  | North American Racing Team   | Harry Jones Marcel Mignot Cyril Grandet                  | Ferrari 365 GTB/4 Competizione | 238 |
| 36              | GTU      | 51  | Johnson-Bozzoni Porsche-Audi | Len Jones Robert Kirby John Hotchkis                     | Porsche 914/6                  | 229 |
| 37              | GTU      | 83  | Arthur Mollin                | Arthur Mollin Michael Gatoff Art Riley                   | Volvo 142 S                    | 219 |
| 38              | GTO      | 17  | Takondo Racing               | Vince Gimondo Dave Heinz Bert Everett                    | Chevrolet Camaro               | 201 |
| 39              | GTO      | 9   | Juan Carlos Bolanos          | Juan Carlos Bolanos Hans Heyer Michel Jourdain           | Porsche 911 Carrera RSR        | 191 |
| 40              | GTU      | 89  | Barrick Motor Racing         | Don Parish Tom Countryman Jim Secher                     | Porsche 911 S                  | 158 |
| 41              | GTU      | 84  | Klaus Selbert                | Klaus Selbert David Biggs                                | Porsche 911 S                  | 151 |
| 42              | GTO      | 75  | John Greenwood               | John Greenwood Vince Muzzin Carl Shafer                  | Chevrolet Corvette             | 148 |
| 43              | GTO      | 87  | Carter Racing Services       | Tony DeLorenzo Dick Brown Maurice Carter                 | Chevrolet Camaro               | 125 |
| 44              | Gruppe 4 | 28  | Anatoly Arutunoff            | Anatoly Arutunoff Brian Goellnicht Alf Gebhardt          | Lotus Europa                   | 114 |
| 45              | GTO      | 15  | Garcia Racing                | Javier Garcia George Garcia                              | Chevrolet Corvette             | 110 |
| 46              | GTO      | 42  | John Carusso                 | John Carusso Dick Vreeland Luis Sereix                   | Chevrolet Corvette             | 59  |
| 47              | GTO      | 110 | Automotive Engineering       | Tom Nehl Milton Moise                                    | Chevrolet Camaro               | 41  |
| 48              | GTU      | 16  | Bill Bean                    | Paul Spruell Bill Bean                                   | Porsche 911 S                  | 35  |
| 49              | GTU      | 72  | Cafe Mexicana Racing         | Gilberto Jimenez Patricio Zambrano Luis Lambreton        | Mazda RX-2                     | 34  |
| 50              | GTO      | 25  | BMW of America               | Ronnie Peterson Brian Redman                             | BMW 3.0 CSL                    | 29  |
| 51              | GTO      | 1   | North American Racing Team   | Claude Ballot-Léna Alain Cudini                          | Ferrari 365 GT4/BB             | 0   |
| Nicht gestartet |          |     |                              |                                                          |                                |     |
| 52              | GTO      | 00  | Jim Corwin                   | Jim Corwin Jerry Mull                                    | Chevrolet Camaro               | 1   |
| 53              | GTO      | 20  | Francisco Mir                | John Morton                                              | Ferrari 365 GTB/4 Competizione | 2   |
| 54              | GTO      | 32  | Sepp Greger                  | Sepp Greger Eberhard Sindel Dieter Schmid                | Porsche 911 Carrera RSR        | 3   |
| 55              | GTU      | 52  | Brandt Doell                 | Bob Punch John Rulon-Miller Tom Waugh                    | Porsche 911 S                  | 4   |
| 56              | GTU      | 55  | Cutler/Pickens               | Lee Cutler                                               | Porsche 914/6                  | 5   |
| 57              | GTU      | 69  | Coleman/Johnson              | Steve Coleman Amos Johnson                               | Chevrolet Vega                 | 6   |

1 nicht gestartet
2 nicht gestartet
3 nicht gestartet
4 nicht gestartet
5 nicht gestartet
6 nicht gestartet

### Nur in der Meldeliste
Hier finden sich Teams, Fahrer und Fahrzeuge, die ursprünglich für das Rennen gemeldet waren, aber aus den unterschiedlichsten Gründen daran nicht teilnahmen.
| Pos. | Klasse | Nr. | Team                  | Fahrer                                        | Chassis                 |
| ---- | ------ | --- | --------------------- | --------------------------------------------- | ----------------------- |
| 58   | GTO    | 49  | Sebring Racing        | Neil Potter Bob Gray Bobby Dumont             | Ford Mustang            |
| 59   | GTO    | 53  | Juan Azquierdo, Jr.   | Andres Contreras Juan Azquierdo Luis Iglesias | Porsche 911 Carrera RSR |
| 60   | GTO    | 62  | Sports Limited Racing | Bob Bergstrom                                 | Porsche 911 Carrera RSR |

### Klassensieger
| Klasse                   | Fahrer      | Fahrer         | Fahrer         | Fahrzeug                       | Platzierung im Gesamtklassement |
| ------------------------ | ----------- | -------------- | -------------- | ------------------------------ | ------------------------------- |
| GTO                      | Peter Gregg | Hurley Haywood |                | Porsche 911 Carrera RSR        | Gesamtsieg                      |
| GTU                      | Rusty Bond  | George Rollin  | John Belperche | Porsche 911 S                  | Rang 10                         |
| Grand Touring (Gruppe 4) | Jon Woodner | Fred Phillips  |                | Ferrari 365 GTB/4 Competizione | Rang 7                          |

### Renndaten
- Gemeldet: 60
- Gestartet: 51
- Gewertet: 26
- Rennklassen: 3
- Zuschauer: 24.000
- Wetter am Renntag: warm und klar
- Streckenlänge: 6,180 km
- Fahrzeit des Siegerteams: 24:00:43,000 Stunden
- Gesamtrunden des Siegerteams: 684
- Gesamtdistanz des Siegerteams: 4194,015 km
- Siegerschnitt: 174,664 km/h
- Pole Position: John Greenwood – Chevrolet Corvette (#75) – 1:55.223 = 191,575 km/h
- Schnellste Rennrunde: John Greenwood – Chevrolet Corvette (#75) – 1:57,300 = 188,182 km/h
- Rennserie: 1. Lauf zur Sportwagen-Weltmeisterschaft 1975
- Rennserie: 1. Lauf zur IMSA-GT-Serie 1975